# Девочка Люся и дедушка Крылов (мультфильм)
«Девочка Люся и дедушка Крылов» — мультипликационный кукольный фильм Марии Муат, снятый по мотивам одноимённой сказки Саши Чёрного. Снят при Государственной поддержке Министерства культуры РФ.

## Сюжет
Франция 1920-х годов. Девочка Люся, дочь русских эмигрантов первой волны (таких же, как и сам Саша Чёрный), влюблённая в русскую классическую литературу, засыпает под чтение басен Ивана Андреевича Крылова. Явившемуся во сне известному баснописцу девочка объясняет, что его произведения «неправильны» и их стоило бы переписать. Аналогичную просьбу Люся передаёт через писателя и его «друзьям»: Александру Сергеевичу Пушкину и Михаилу Юрьевичу Лермонтову. Свою «более изящную» интерпретацию «классики» девочка демонстрирует Ивану Андреевичу в виде спектаклей, поставленных её куклами и игрушками.

## Персонажи и актёры озвучки
| Актёр           | Роль        |
| --------------- | ----------- |
| Полина Кутепова | Люся; куклы |
| Олег Табаков    | Иван Крылов |

## Создатели мультфильма
| Создатель           | Роль                 |
| ------------------- | -------------------- |
| Мария Муат          | режиссёр-постановщик |
| Марина Курчевская   | художник-постановщик |
| Александр Бетев     | оператор             |
| Александр Чеховский | оператор             |
| Игорь Назарук       | композитор           |
| Милана Федосеева    | аниматор             |
| Татьяна Молодова    | аниматор             |
| Алла Соловьёва      | аниматор             |
| Виктор Брус         | звукооператор        |

## Награды
- 2004 — Диплом IX Международного фестиваля «Кино — детям» за мастерство, художественную выразительность персонажей, любовь к русской классике[1].